# Wim Delvoye
Wim Delvoye est un artiste plasticien belge, né à Wervicq (Flandre-Occidentale) le 14 janvier 1965.
Il vit et travaille à Gand où il a également fait ses études en beaux-arts durant les années 1980.

## Vie et œuvres
Wim Delvoye s'est fait connaître pour son installation Cloaca.
Cloaca (présentée pour la première fois en 2000 au musée Mukha d'Anvers), dite « machine à caca » : avec l'apparent sérieux d'un laboratoire scientifique, la machine de Delvoye reproduit le processus de la digestion ; on entre des aliments et, en bout de chaîne, sortent des excréments. Cloaca fonctionne véritablement.
Depuis, Wim Delvoye a proposé au public des œuvres sans lien formel avec Cloaca, mais ouvrant la porte à toutes sortes de réflexions par la juxtaposition d'univers et le contre-emploi. Il fait partie d'une génération d'artistes flamands – Jan Fabre, Alain Platel, Jan Lauwers, Luc Tuymans, Panamarenko ou Anne Teresa De Keersmaeker – qui ont révolutionné l'art contemporain.
Les mélanges constants osés par Delvoye l'inscrivent dans la tradition d'un Brueghel qui lui aussi confrontait le trivial (excréments, alimentation, sexualité) avec le religieux ou le politique.
Ce Flamand de Belgique se veut d'abord un artiste régionaliste[réf. nécessaire], un artiste « ethnique » explorant les présupposés de sa propre culture[réf. nécessaire], un artiste qui s'imagine d'embellir la vie quotidienne par un plaisant décor dans un pays où le modernisme ne serait jamais implanté[réf. nécessaire].
À partir de 2005, Wim Delvoye a travaillé à une œuvre commandée par des habitants de Roubaix (regroupés en comité de quartier de l'Hommelet), et qui a été inaugurée au printemps 2010. L'œuvre, détournant avec humour une statue classique, se veut porter des valeurs universelles. Elle est visible avenue des Nations-Unies, à Roubaix.
En février 2010, au Musée d'art moderne et d'art contemporain de Nice, dans le cadre de l'exposition « Dessins et maquettes », Wim Delvoye expose sept cochons tatoués qu'il a élevés près de Pékin avant de les naturaliser. Ce volet de l'exposition, par ailleurs consacrée à l'architecture gothique et au thème de la crucifixion, suscite un débat de fond sur les traitements infligés aux animaux et les limites éthiques dans l'art contemporain. Il provoque la protestation des militants de la cause animale, dont la fondation Brigitte-Bardot.
Plus récemment[Quand ?], Delvoye propose des œuvres sculpturales qui font intervenir des technologies modernes comme l'impression 3D et la découpe laser ainsi que des artisans d'Iran et de Chine. Il insiste dans cette veine sur la compétence des artisans et le respect de l'ornementation. Cette approche est illustrée par sa série de pneus Carved Tyres sculptés de motifs de treillis par des maîtres artisans en Chine ou encore Untitled (Maserati) où une carrosserie de voiture Maserati en aluminium est entièrement embossée de motifs par des artisans iraniens.

### Parmi ses œuvres
- Poudre d'or

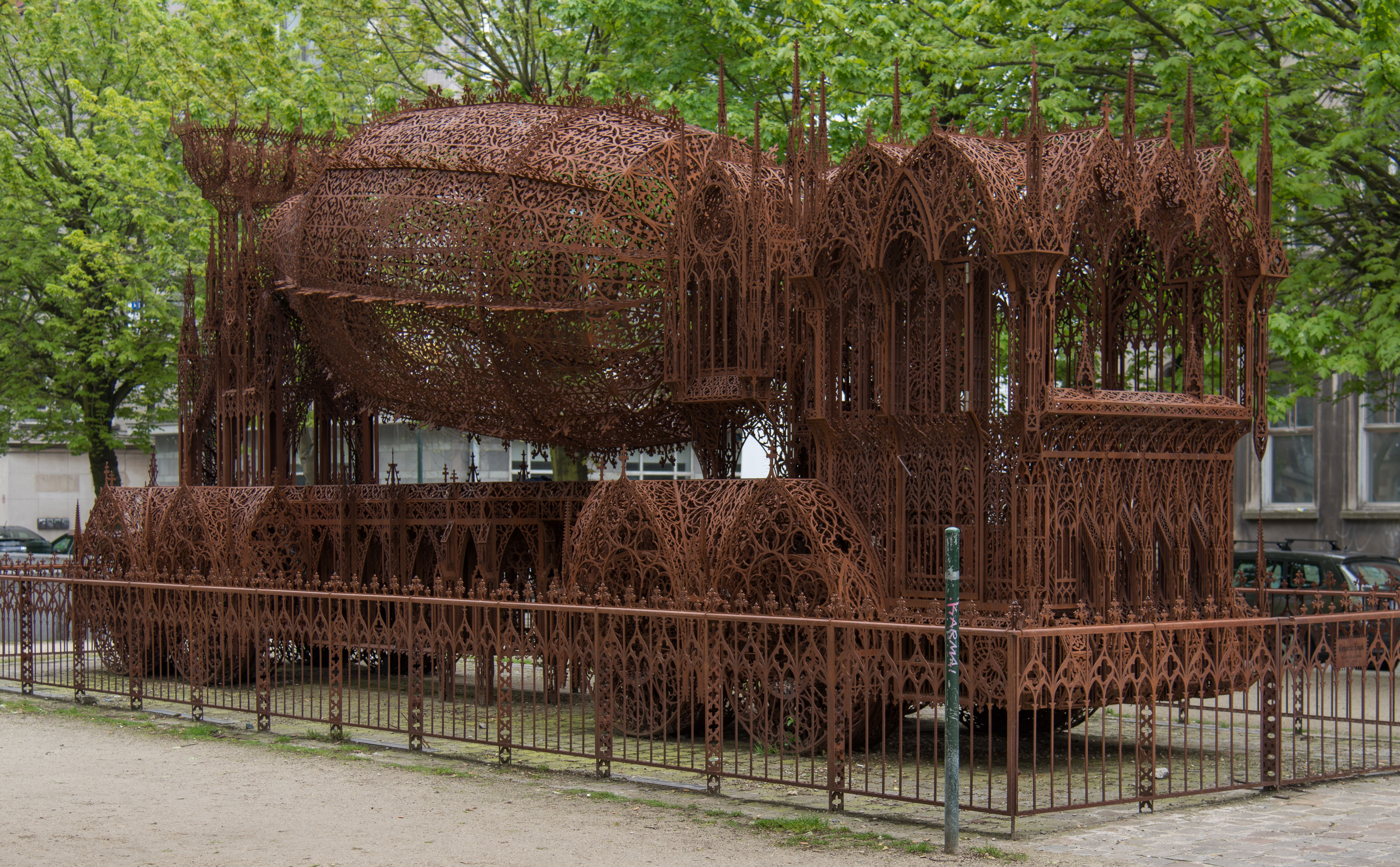
Cement Truc (2010) - Bruxelles, quai au Foin.

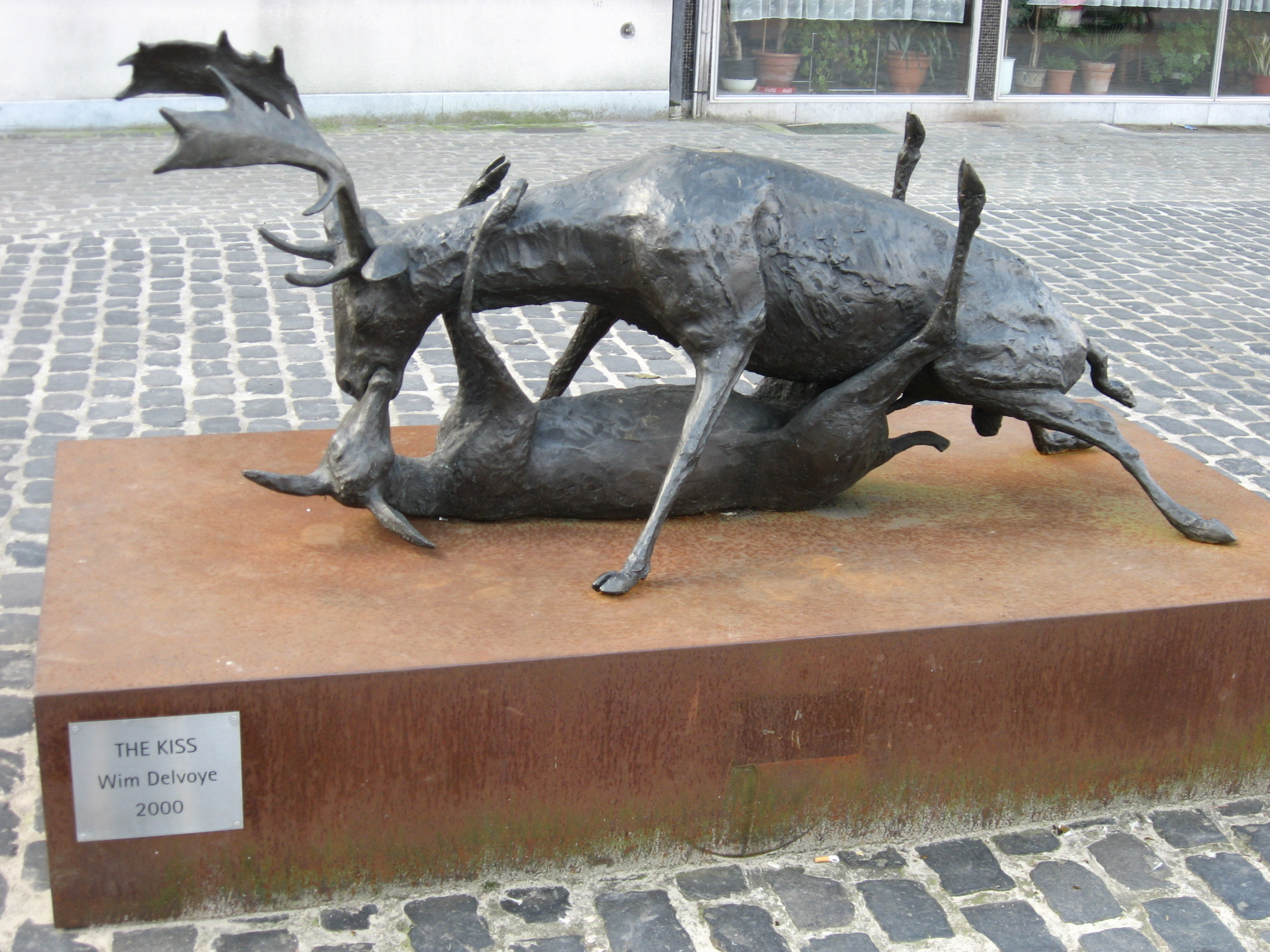
The kiss (Le Baiser) - 2000

- Shovels (1989) : une pelle de maçon peinte aux armes de quelque prince, télescopant deux univers sans grand liens tels que la maçonnerie et l'ancien régime
- Mosaïques (1990) : des carreaux de céramique, représentant la propreté, sont décorés avec des motifs à base d'étrons. Propres et sales à la fois donc…
- La série « Bétonneuses » (1990) : des engins de chantier reproduits à l'échelle 1/1 en bois orné, à la manière du mobilier ecclésiastique
- Eddy et Christophe, etc. (~ 1995 et suivantes) : de nombreux cochons (vivants) tatoués
- « Nichoirs » (1998) : une série de nids artificiels pour oiseaux décorés avec des accessoires sado-masochistes
- Trophy (1999) : des animaux taxidermisés sont mis en scène de manière à gagner une certaine forme d'humanité, par exemple un cerf et une biche copulant dans la position dite « du missionnaire »
- « Map », série de cartes d'atlas réalisées à l'acrylique selon sa propre interprétation. Les formes des pays et les noms y sont tous inventés
- Finale (1989-1990) : des vitraux médiévaux qui racontent des matchs de football…
- La série de photos « Marble floor » (1999) : vu de loin, ce sont des sols en marbre ; de près, les éléments de motif sont des tranches de jambon
- La série « Cloaca » : Cloaca Original (2000), Cloaca New & Improved (2001), Cloaca Turbo (2003), Cloaca Quattro (2004), Cloaca n° 5 (2005), Personal Cloaca (2006), Super Cloaca (2007), Cloaca Travel Kit (2009)
- « 9 muses » (2001) : série de vitraux réalisés avec des radiographies aux rayons X, elles-mêmes « X », puisqu'il s'agit de scènes sexuelles (fellation, coït)
- « Early Works (1968-1971) » : série de dessins d'enfants signés Wim Delvoye, exposée au Mamco de Genève en 2005
- Tim Steiner, l'homme tatoué (2008) : Tim (31 ans en 2008) est tatoué dans le dos. Le tatouage de Tim a été vendu en septembre 2008, 150 000 €. L'acheteur a notamment acquis le droit d'exposer l'œuvre 3 à 4 semaines par an et de récupérer le tatouage à la mort de Tim[9].
- « Discobolos » (2010) : version twistée du classique de Myron commandée par des habitants de Roubaix. L’œuvre est produite par artconnexion dans le cadre de l'action Nouveaux commanditaires de la Fondation de France.
- Les planches à repasser
- La bétonneuse portative en bois
- St Stéphanus 1990

## Expositions

### Principales expositions personnelles
- 2023
  - « Carte blanche à Wim Delvoye », MAH, Musée d'Art et d'Histoire, Genève, Suisse[10]
- 2018
  - « Wim Delvoye 展 », Gallery Hyundai (en), Séoul, Corée du Sud

- 2017
  - Rétrospective Wim Delvoye[11], Museum Tinguely, Bâle, Suisse

- 2016
  - MUDAM, Luxembourg
  - DHC/ART, Montréal

- 2012
  - « Wim Delvoye "Au Louvre"», musée du Louvre, Paris

- 2010
  - « Dessins & Maquettes », MAMAC, Nice
  - « Knocking on Heaven's Door », BOZAR, Brussel

- 2009
  - « Torre », Guggenheim Collection, Venise
  - « Cloaca N°5 », Galerie de l'UQAM, Montréal, Canada
  - Peggy Guggenheim Collection, Venise

- 2008
  - Ernst Museum (Mucsarnok Nkft), Budapest
  - « Cloaca N°5 », Glenbow Museum, Calgary, Canada
  - Galerie Guy Bärtschi, Genève

- 2007
  - Galerie Emmanuel Perrotin, Paris
  - « Cloaca 2000-2007 », Casino
  - Forum d'art contemporain, Luxembourg

- 2006
  - Galerie Emmanuel Perrotin, Miami
  - « Cloaca IV », Kaohsiung Museum of Fine Arts, Kaojsiung, Taïwan
  - « Et voilà les cochons », Corsoveneziatto, Milan

- 2005
  - « Scale Models & Drawings », Sperone Westwater, New York

- 2004
  - « Cloaca »
  - « New & Improved », The Power Plant, Toronto, Canada

- 2003
  - Musée d’art contemporain, Lyon
  - « Caterpillars », Public Art Fund Projects (Target Art in the Park)
  - « Fabrica », Centro per l'Arte Contemporanea LuigiPecci, Prato

- 2002
  - « Cloaca-New and improved », New Museum of Contemporary Art, New York
  - Museum Kunst-Palast, Düsseldorf

- 2001
  - « Cloaca-New and improved », Migros Museum, Zürich

- 2000
  - « Cement Truck », Centre Georges Pompidou, Paris
  - « Cloaca », MUHKA, Antwerpen

- 1999
  - Frac des pays de la Loire, Nantes

- 1997
  - Musée de sculpture en plein air de Middelheim, Anvers
  - « Delfina », Londres

- 1995
  - Musée départemental de Rochechouart

- 1994
  - Center for the Arts, San Francisco, California
  - « Modulo », Centro diffusor de Arte, Lisbonne

- 1992
  - Kunsthalle Nürnberg, Nürnberg

### Principales expositions collectives
- 2015
  - « Archi-Sculpture », Fondation Villa Datris, L'Isle-sur-la-Sorgue[12]
  - « Art Tonic 2015 », Port Tonic Art Center - Golfe de Saint-Tropez, Les Issambres

- 2012
  - « Nunc Et In Hora Mortis Nostrae », Galerie Rodolphe Janssen, Bruxelles

- 2011
  - « Tous Cannibales », La Maison Rouge, Paris
  - « Honey is Sweeter than Blood », Laleh June Galerie, Basel
  - « Incongru. Quand l'art fait rire », musée cantonal des beaux-arts, Lausanne

- 2010
  - « Visceral Bodies », Vancouver Art Gallery, Canada
  - « Exploded View », OAG, Toronto, Canada
  - « Decadence Now! Visions of Excess », Galerie Rudolfinum, Prague

- 2009
  - « Sk-Interfaces », Casino Luxembourg, Luxembourg
  - Biennale de Moscou, The Garage, Moscou
  - « The State of Things - Bruxelles.Beijing », Palais des beaux-arts, Bruxelles
  - « Poëtique du chantier », musée-château d'Annecy, Annecy
  - « Unconditional Love », Biennale de Venise, Nouvel Arsenal
  - « Take me There, Show me the Way », Haunch of Venison, New York
  - « Superabundant Turner Contemporary Project Space », Kent
  - « Mythologies », Haunch of Venison, Londres
  - « Anatomie », collection Florence et Daniel Guerlain, Frac Picardie, Amiens
  - « Close up », Fruitmarker Gallery, Edinburgh, Scotland
  - « The Endless Renaissance », Bass Museum, Miami
  - Colossal-Kunst Fakt Fiktion, Kalkriese, Allemagne
  - « Messiahs », Modem, Debrecen, Hungary

- 2008
  - « Mieux vaut être un virus que tomber malade », proposé par Isabelle Le Normand à Mains d'œuvres
  - « L'Argent », Frac Île-de-France, Le Plateau, Paris
  - Présence Panchounette, CAPC, musée d'art contemporain de Bordeaux, France
  - « Animations/Fictions », MNAC, Bucarest
  - « SK-Interfaces », FACT, Liverpool
  - Martian Museum of Terrestrial Art, Barbican Art Gallery, Londres
  - « The Glass Experience », Museum of Science & Industry, Chicago
  - « Comme des Bêtes », musée des beaux-arts, Lausanne
  - « Doing it my way, Perspectives on Belgian Art », MKM Museum, Allemagne
  - « Take me There (Show me the Way) », Haunch of Venison, New York

- 2007
  - « Capricci », Casino-Forum d'art contemporain, Luxembourg
  - « Animanga, Exit », Festival international à la Maison des arts et de la culture de Créteil
  - « Negatech », Espacio Fundacion Telefonica, Buenos Aires
  - « Into Me/Out of Me », MACRO, Rome
  - « The Aggression of Beauty II », Arndt & Partner, Berlin
  - « Mining Glass », Museum of Glass, Washington DC

- 2006
  - « Fiction@Love », Moca, Shanghai
  - « The Complex of Respect », Kunsthalle Berne
  - « Close Up », Art Centre Silkeborg
  - « Glass: Material Matters », LACMA, Los Angeles
  - « Into Me/Out of Me », PS1 New York
  - « Contemporary Art Reflecting Medicine », Kunst-Museum Ahlen
  - « Diagnose », Museum im Kulturspeicher, Würzburg, Allemagne

- 2005
  - « Visionary Belgique », Bozar, Bruxelles
  - « Missies », De Brakke Grond, Amsterdam
  - « Mé Tissages », MIAT, Gent
  - « Domicile », musée d’art moderne, Saint-Étienne
  - « L’Idiotie », domaine Pommery, Reims
  - « Burlesques contemporains », galerie nationale du Jeu de Paume, Paris
  - « Die Obere Hälfte », Städtische Museen, Heilbronn
  - « Big Bang », Centre Pompidou, Paris
  - « Slow Art », MKP, Düsseldorf
  - Biennale d’art contemporain, Lyon
  - « Connexions », Mamco, Genève
  - « Two Asias/Two Europes », Duolon Museum of Modern Art, Shanghai

- 2004
  - « Birdspace: A Post-Audubon Artists Aviary », Contemporary Arts Center, New Orleans
  - « Settlements », musée d’art moderne, Saint-Étienne
  - « Giganten/Giants », Den Haag Sculptuur 2004, La Haye, Pays-Bas
  - « Fooding : ordres et désordres de la nourriture », CAPC, Bordeaux

- 2003
  - « Qu’est-ce que la photo-sculpture ? », Frac Limousin, Limoges
  - « MuHKA – A choice », MuHKA, Anvers, Belgique
  - « Extra », Swiss Institute for Contemporary Art, New York
  - « De Manessier à Wim Delvoye », musée national d’histoire et d’art, Luxembourg
  - « Il Racconto del Filo », Museo di Arte Moderna e Contemporanea, Trento, Italie
  - « Lines of Engagement », Sperone, New York
  - « GNS », Palais de Tokyo, Paris
  - « Paradigm of Love », Palais Thurn & Taxis, Bregenz, Autriche
  - « Absolut Generations, 50 ». Biennale de Venise, palais Zénobie
  - « Vanités contemporaines », musée d’art Roger-Quilliot, Clermont-Ferrand
  - « Gelijk het leven is », SMAK, Gand, Belgique
  - « Oxymory », Frac Basse-Normandie, Caen
  - « Magie in Mediakunst », Netherlands Media Art Institute, Amsterdam
  - « Mouvements de fonds », galeries contemporaines des musées de Marseille

- 2002
  - « La vie, au fond, se rit du vrai », CAPC Bordeaux
  - « La Part de l'Autre », Carré d'Art de Nîmes, Nîmes
  - Busan Biennal, Metropolitan Art Museum, Busan, Corée

- 2001
  - « Give and Take », Victoria and Albert Museum, Londres
  - « Eine Barocke Party », Kunsthalle Wien, Autriche
  - « The Overexcited Body », Palazzo dell' Arengario, Milan
  - « Confidences », Casino Luxembourg, Luxembourg
  - « Between Earth and Heaven », PMMK, Oostende
  - « Sous les ponts… », Casino Luxembourg, Luxembourg
  - « The Silk Purse Project », Arnolfini, Bristol
  - « Delfts Blauw », musée municipal de La Haye, La Haye, Pays-Bas
  - « Marking the Territory », Irish Museum of Modern Art, Dublin
  - « Re-Touch », Kunsthal Sint-Pietersabdij, Gand
  - « Styx-Projektionen », Kunsthalle Trier, Trêves, Allemagne
  - « De Spiegel van het Verlangen », Broelmuseum, Kortrijk, Belgique
  - « Sense of Wonder », Herzliya Museum of Art, Herzliya, Israël
  - « Belgisch Atelier Belge », Dexia Gallery, Bruxelles
  - « Sonsbeek 9 », Arnhem, Pays-Bas
  - « Un art populaire », Fondation Cartier pour l'art contemporain, Paris
  - « Irony », Fondaçion Miró, Barcelone